# Test d'étanchéité
Un test d'étanchéité a pour but de quantifier et de localiser les fuites d'un produit d'un réservoir, d'un conduit etc. 
Traditionnellement réalisé en plongeant le produit dans l'eau puis en le remplissant d'air, différents systèmes, basés sur des mesures de débit ou de perte de pression permettent aujourd'hui de réaliser le test uniquement dans l'air.  

## Utilisation dans le domaine du vide
Dans le domaine du vide, on utilise généralement un système composé d'un spectromètre de masse et d'hélium. On introduit de l'hélium et le spectromètre de masse permet de déterminer le débit et la localisation des micro-fuites. On utilise de l'hélium pour deux raisons principalement:
-Étant donné qu’il est composé des plus petits atomes qui soient, il aura plus de facilité à se faufiler dans les plus petites cavités existantes au sein de notre système, contrairement à un gaz d’argon qui est composé de plus gros atomes et qui y passerait donc plus difficilement.
-Le fait que l’Hélium fasse partie des gaz rares est également intéressant car cela permet de déterminer plus facilement la quantité pénétrante par rapport à la quantité de gaz utilisée. Cela permet surtout de pouvoir réaliser une mesure au niveau d’un endroit bien précis.

## Contrôle d'étanchéité par la méthode acoustique TODA-15
Méthode de test ITM TODA-15
La méthode de contrôle ITM TODA-15 associe une mise en dépression des éléments à contrôler (réservoirs + accessoires et canalisations associées) à une détection acoustique des «bruits de fuites» dans les zones non étanches. La dépression est l'élément physique qui provoque l'émission de turbulences dans les zones non étanches. Les «bruits» de fuite (turbulences) sont détectés grâce au positionnement de capteurs dans l'installation contrôlée (canalisations, réservoirs associés et accessoires). Les capteurs ATEX sont raccordés à une interface électronique (TODA Unit) qui permet, en combinaison avec un logiciel spécifique, le traitement des signaux acoustiques et la gestion du contrôle d'étanchéité. La méthode de contrôle ITM TODA-15 est principalement utilisée dans les installations de stockage travaillant sous pression atmosphérique.